# Bill Carr
Bill Carr (Estados Unidos, 24 de octubre de 1909-14 de enero de 1966) fue un atleta estadounidense, especialista en la prueba de 4x400 m en la que llegó a ser campeón olímpico en 1932.

## Carrera deportiva
En los JJ. OO. de Los Ángeles 1932 ganó la medalla de oro en los relevos de 4x400 metros, con un tiempo de 3:08.2 segundos, llegando a meta por delante de Reino Unido (plata) y Canadá (bronce), siendo sus compañeros de equipo: Edgar Ablowich, Karl Warner y Ivan Faqua. Además ganó la medalla de oro en los 400 metros lisos.